# Thorectes shankara
Thorectes shankara là một loài bọ cánh cứng trong họ Geotrupidae. Loài này được miêu tả khoa học năm 1999 bởi Carpaneto & Mignani.